# Johan de la Faille

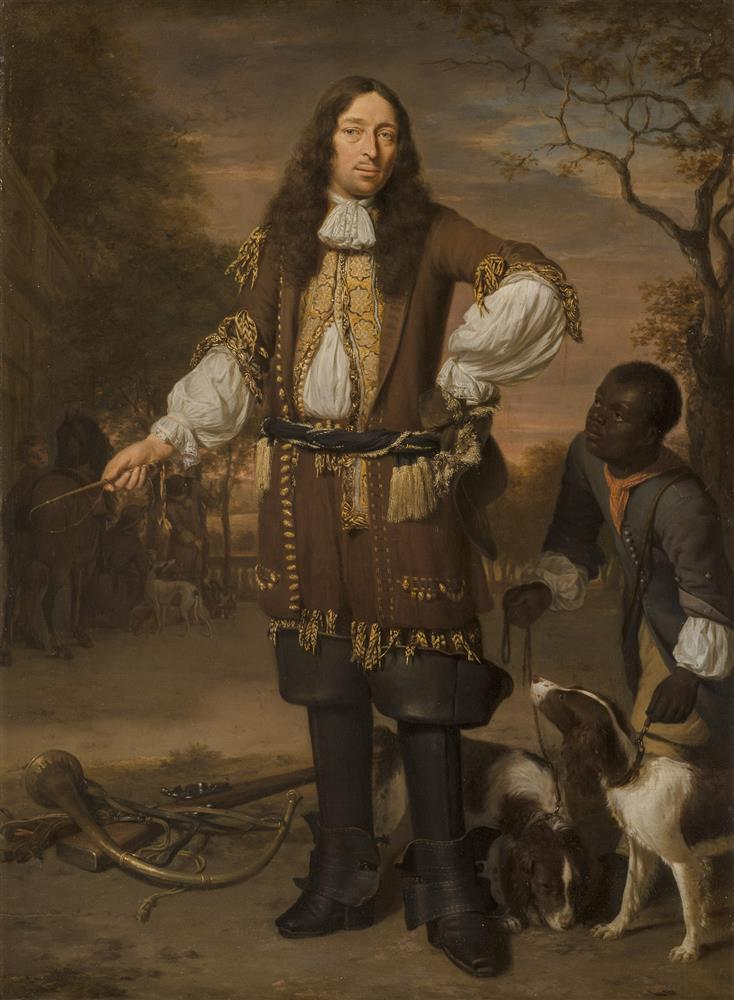
Portret van Johan de la Faille.

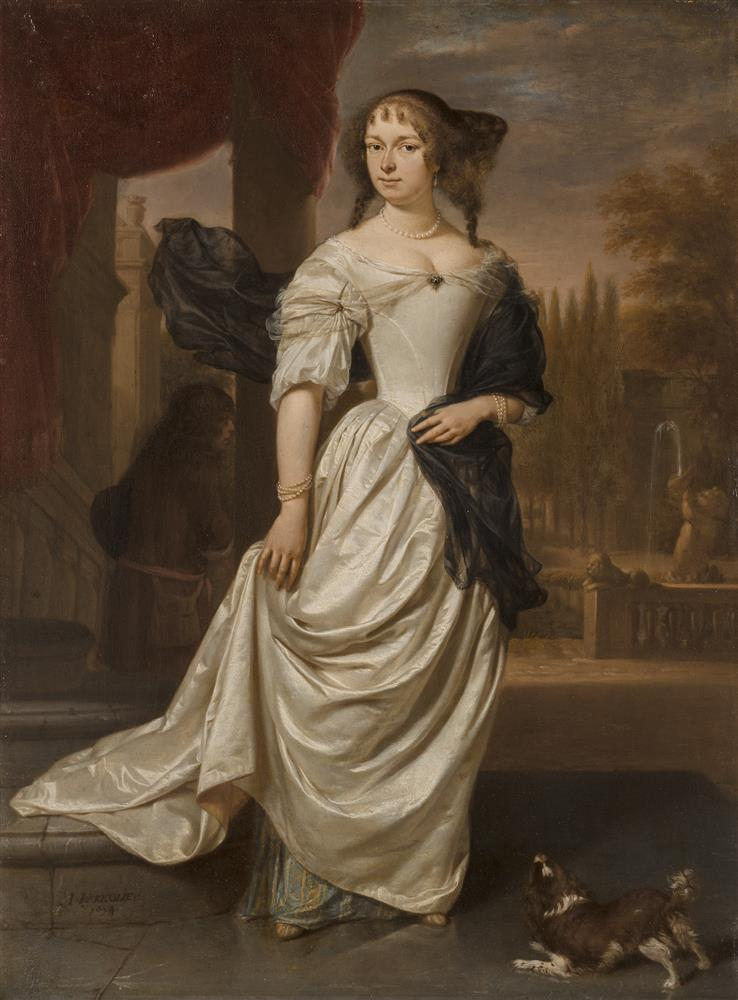
Portret van Margaretha Delff, echtgenote van Johan de la Faille.

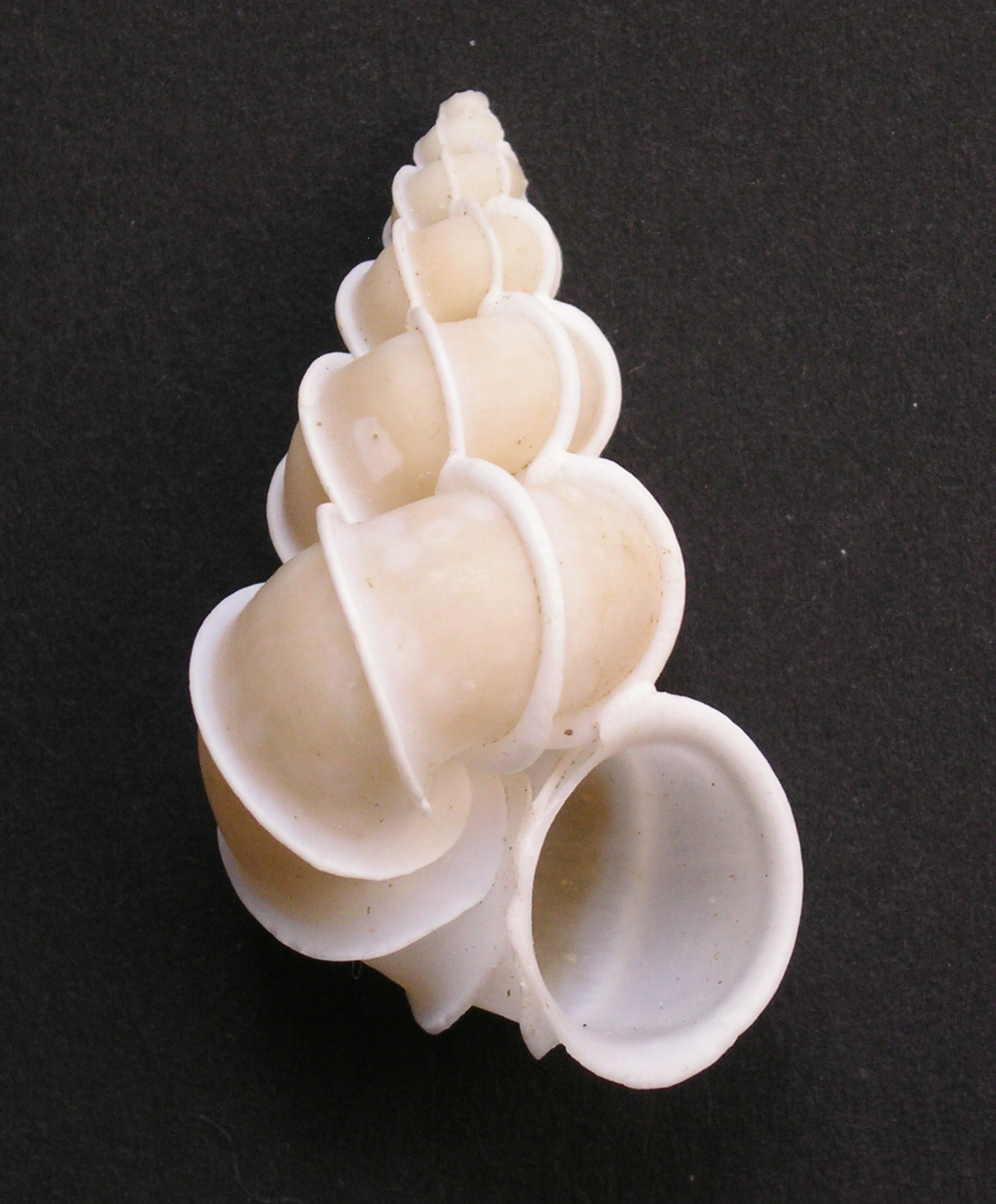
De kostbare wenteltrap (Epitonium scalare) is een zeeslak. Vroeger werd veel geld betaald voor deze zeldzame schelp uit de familie van Epitonium. Behalve De la Faille bezat slechts Cosimo III de' Medici een exemplaar.

Johan de la Faille (26 december 1628 - 14 oktober 1713) was een lid van de vroedschap in Delft. Hij werd aangesteld door stadhouder Willem III in 1672, het Rampjaar, toen de Republiek in gevaar was.
Johan de la Faille was de eigenaar van een beroemd rariteitenkabinet. Het was begonnen door zijn grootvader  en zijn vader en bestond uit zeeschelpen, waaronder een uiterst zeldzaam exemplaar van de Epitonium scalare en de Conus cedonulli, verder vogels, Romeinse munten en medailles, porselein, wandtapijten en schilderijen.

## Biografie
De familie De la Faille of Della Faille heeft haar oorsprong in Kortrijk, van waaruit Pierre van der Failge (ca. 1478 - 1546) naar Italië trok en als 'Della Faille' en als koopman naar Antwerpen terugkeerde. Kinderen van hem handelden al in 1540 op de Levant. De familie raakte verdeeld toen rond 1585 sommige leden naar de Noordelijke Nederlanden emigreerden, dat wil zeggen Haarlem, Dordrecht of Leiden, omdat ze protestants waren geworden.
Zijn vader Bernard de la Faille woonde in Den Haag, toen hij in 1618 trouwde met Elisabeth Camerling, woonachtig in Delft. Hij beheerde de financiën voor de stadhouder Maurits in Klundert.
Er is niet veel bekend over de jeugd van Johan. Naar alle waarschijnlijkheid studeerde hij rechten en bracht hij een bezoek aan Frankrijk en Italië (1667). Hij trouwde op 28 januari 1671 met Anna (Margaretha) Delff (1647 - 1715). Naar het zich laat aanzien was dit zijn tweede huwelijk. Het echtpaar had vier kinderen: Johan Bernard, Cornelis, Abraham and Elisabeth.
De la Faille fungeerde als schout in Delft tussen 1680 en 1713. Hij werd begraven in de Sint-Hippolytuskapel.
In het Wadsworth Atheneum in Hartford (Connecticut) hangt een dubbelportret van De la Faille en zijn vrouw, geschilderd in 1674 door Johannes Verkolje.